# Золотарёвка (Луганская область)
Золотарёвка (укр. Золотарівка) — село, относится к Северодонецкому району Луганской области Украины. 
Население по переписи 2001 года составляло 631 человек. Почтовый индекс — 93312. Телефонный код — 6474. Занимает площадь 3,643 км². Код КОАТУУ — 4423855302.

## Местный совет
93310, Луганська обл., Попаснянський р-н, смт. Білогорівка, вул. Кірова, 1  (укр.)